# 御寶飲食集團
御寶飲食集團(Imperial Treasure)為一間發跡於新加坡的連鎖中菜餐飲集團，分店遍布新加坡、上海、香港、仁川、倫敦和巴黎。

## 歷史
2004年，活躍於新加坡飲食界的香港人梁智威，於新加坡創立御寶飲食集團首間餐廳————御寶閣潮州酒家。2012年，集團於上海開設中國第一間分店。2015年，馬來西亞財團Navis Capital成為集團大股東。2017年，集團在香港、廣州和仁川開設御寶軒餐廳。2018年，於英國倫敦開設分店。之後，再在巴黎開設分店。2017年起，集團旗下上海、新加坡，香港和廣州分店先後獲《米芝蓮指南》評為星級餐廳。

## 外部連結
- 御寶飲食集團香港網頁 （页面存档备份，存于）